# 福建林业职业技术学院
福建林业职业技术学院是位于福建省南平市的一所全日制公办高职院校。福建林业职业技术学院成立于2003年2月，隶属于福建省林业厅。
学院前身是创建于1953年的福建林业学校，学院设有资源环境系、园林工程系、土木工程系、人文社科系、自动化工程系、经济管理系等6个系部，开设39个高职专业、28个成人本专科专业和2个硕士研究生教学点，其中4个高职专业与台湾中州技术学院、南亚技术学院以及台资企业联合招生，实施“校校企”联合培养人才。
学院现有各类在校生6000人，教职工300余人，其中专任教师190人。在专任教师队伍中，教授、副教授占34.6%，“双师型”教师占70.4%，博士、硕士教师占32.4%，高学历、高职称、双师型教师比例位居全省高职院校前列。
学院分为天麟校区（金山路140号）和江南校区（夏道镇小鸠），校园占地面积709亩，院办教学林场2万亩，建有44个实验实训室、10个校内实训基地、75个紧密合作型校外实训基地。现有国家级优秀教学团队1个，国家精品课程1门，国家实训基地2个，国家林业局教改试点专业3个，省级优秀教学团队6个，省级教学名师7名，省级优秀教师3名，省级专业带头人9人，省级精品专业6个，省级教育教学改革综合试验项目2个，省级教育改革试点项目7个，省级精品课程15门，省级实训基地3个。